# Roundcube
Roundcube ist eine freie Software für Webmail über IMAP, die in den Programmiersprachen PHP und JavaScript entwickelt wird. Roundcubes prominenteste Merkmale sind die schlanke Benutzeroberfläche und Nutzung der Ajax-Technologie, die einen ähnlichen Bedienkomfort wie bei einer lokal installierten Anwendung ermöglicht.

## Geschichte
Das Projekt wurde im Mai 2005 gestartet und veröffentlichte im Juli 2005 seine erste Alpha-Version. Im März 2008 erschien die erste stabile Version.
Im November 2023 übergab der Gründer und Hauptprogrammierer das Projekt an die Nextcloud GmbH.

## Technische Merkmale
Roundcube verfügt über einen großen Funktionsumfang, wie beispielsweise eine Rechtschreibprüfung, Mehrsprachigkeit, Versand von E-Mail-Anhängen, volle Unterstützung für die Nachrichtenformate MIME und HTML sowie ein LDAP-Adressbuch. Außerdem kann der Funktionsumfang von Roundcube mit Plug-ins erweitert werden. So kann u. a. auch ein Kalender und Terminplaner integriert werden. Zahlreiche Plug-ins findet man im „Plug-in Repository“. Roundcube nutzt die jQuery Bibliothek und das Bootstrap Framework.
Für die Installation wird neben PHP eine Datenbank (z. B. MySQL) benötigt. Während Roundcube bis Version 0.1.1 auf PHP 4 basierte, wurde ab Version 0.2 nur noch PHP 5 unterstützt. Seit Version 1.2-beta wird PHP 7 und seit 1.5-beta PHP 8 unterstützt. Mit Version 1.6-beta wurde der Support für PHP 5 entfernt.
Roundcube ist autorisierter Anbieter mit API-Unterstützung der Browsererweiterung Mailvelope, die die Funktionalität von Web-Browsern für eine E-Mail-Verschlüsselung mit PGP clientseitig beinhaltet, bietet mit den Enigma-Plugin dies jedoch auch serverseitig an. Roundcube unterstützt das Quota Plugin von Dovecot.

## Projekt „Roundcube Next“
Am 3. Mai 2015 kündigte Roundcube das Projekt Roundcube Next an. Ziel sei es, die Software von Grund auf neu zu schreiben, um dem modernen Web gerecht zu werden und Altlasten loszuwerden. Die Finanzierung sollte mittels eines von der Kolab Systems AG organisierten Crowdfunding-Projekts gesichert werden. Das Ziel waren 80.000 US-Dollar in zwei Monaten.
Am 24. Juni 2015, neun Tage vor Ablauf der Frist, wurde das Ziel erreicht. Der Schlussbestand betrug 103.541 US-Dollar. Roundcube Next sollte auch neue Funktionen wie einen Kalender, Chat und eine Dateiverwaltung enthalten. Dazu sollten WebRTC und Schnittstellen zu beliebten Diensten wie Dropbox, Nextcloud und OwnCloud genutzt werden.
Laut einem Bericht der Nachrichtenwebsite „Phoronix“ aus dem Juli 2018 kam das Projekt jedoch im Laufe des Jahres 2016 zum Erliegen. Die letzte Aktualisierung der Software im Software-Repository des Projekts „Roundcube Next“ fand im Oktober 2017 statt.

## Versionsgeschichte
| Version                                                                                        | Unterversion | Veröffentlichung a | Änderungen/Neuerungen |
| ---------------------------------------------------------------------------------------------- | ------------ | ------------------ | --- |
| 0.1.x                                                                                          | 0.1          | 4. März 2008       | TinyMCE |
| 0.2.x                                                                                          | 0.2          | 30. Dez. 2008      | Fehlerbehebungen und Leistungsverbesserungen |
| 0.3.x                                                                                          | 0.3          | 4. Sep. 2009       | Plugin-API, Neues Design |
| 0.4.x                                                                                          | 0.4          | 7. Aug. 2010       | Neuerungen: Benutzer können Spalten per Drag- and Drop verschieben; „Lade“-Nachricht während der Anmeldung |
| 0.5.x                                                                                          | 0.5          | 12. Jan. 2011      | Unterstützung für IDNA und SMTP-Statuscodes |
| 0.6.x                                                                                          | 0.6          | 28. Sep. 2011      | Adressbuch |
| 0.7.x                                                                                          | 0.7.0        | 14. Dez. 2011      | Roundcube rendert den Email Standards Project Acid Test korrekt; das Einbinden von FLV und MP4 wird nicht mehr unterstützt |
| 0.7.x                                                                                          | 0.7.3        | 27. März 2013      | |
| 0.8.x                                                                                          | 0.8.0        | 6. Aug. 2012       | Das alte Design wird in „Classic“ umbenannt und ein neues namens „Larry“ eingeführt |
| 0.8.x                                                                                          | 0.8.6        | 27. März 2013      | |
| 0.8.x                                                                                          | 0.8.7        | 21. Okt. 2013      | Sicherheitsaktualisierung für Version 0.8.6 |
| 0.9.x                                                                                          | 0.9.0        | 15. Apr. 2013      | Neuerungen u. a.: verbessertes Rendering weitergeleiteter und angehängter Nachrichten, Anzeige von Entwürfen und Verfassen neuer E-Mails optional in eigenem Fenster, Weiterleitung mehrerer E-Mails als Anhang, CSV-Import für Kontakte |
| 0.9.x                                                                                          | 0.9.1        | 17. Mai 2013       | Fehlerbehebungen |
| 0.9.x                                                                                          | 0.9.2        | 16. Juni 2013      | 25 Fehlerbehebungen inkl. kleinere Optimierungen |
| 0.9.x                                                                                          | 0.9.3        | 21. Aug. 2013      | Fehlerbehebungen und Sicherheitsaktualisierungen |
| 0.9.x                                                                                          | 0.9.4        | 6. Sep. 2013       | Behebung eines Fehlers aus Version 0.9.3 |
| 0.9.x                                                                                          | 0.9.5        | 21. Okt. 2013      | Fehlerbehebungen und Sicherheitsaktualisierungen |
| 1.0.x                                                                                          | 1.0-beta     | 30. Nov. 2013      | Neuerungen u. a.: Gruppen wurden in die Suche nach Kontakten aufgenommen, MIME-Typ-Zuordnung für .7z-Dateien, jQuery auf Version 1.11.0 aktualisiert, Verbesserung des Umgangs mit minifizierten Dateien                                 |
| 1.0.x                                                                                          | 1.0-RC1      | 30. Jan. 2014      | Release-Kandidat für Version 1.0 |
| 1.0.x                                                                                          | 1.0          | 7. Apr. 2014       | |
| 1.0.x                                                                                          | 1.0.1        | 11. Mai 2014       | |
| 1.0.x                                                                                          | 1.0.2        | 21. Juli 2014      | |
| 1.0.x                                                                                          | 1.0.3        | 29. Sep. 2014      | |
| 1.0.x                                                                                          | 1.0.4        | 18. Dez. 2014      | |
| 1.0.x                                                                                          | 1.0.5        | 25. Jan. 2015      | |
| 1.0.x                                                                                          | 1.0.6        | 5. Juni 2015       | |
| 1.0.x                                                                                          | 1.0.7        | 14. Sep. 2015      | |
| 1.0.x                                                                                          | 1.0.8        | 26. Dez. 2015      | |
| 1.0.x                                                                                          | 1.0.9        | 20. Apr. 2016      | |
| 1.1.x                                                                                          | 1.1-beta     | 11. Nov. 2014      | Neuerungen u. a.: Suche über mehrere Ordner, verbesserter Support für Screen-Readers, Bilder in HTML-Signaturen, stärkere Passwortverschlüsselung, Support für Oracle-Datenbanken                                                        |
| 1.1.x                                                                                          | 1.1.0        | 10. Feb. 2015      | |
| 1.1.x                                                                                          | 1.1.1        | 17. März 2015      | Fehlerbehebungen |
| 1.1.x                                                                                          | 1.1.2        | 5. Juni 2015       | Fehlerbehebungen |
| 1.1.x                                                                                          | 1.1.3        | 14. Sep. 2015      | Fehlerbehebungen |
| 1.1.x                                                                                          | 1.1.4        | 26. Dez. 2015      | Fehlerbehebungen |
| 1.1.x                                                                                          | 1.1.5        | 20. Apr. 2016      | Fehlerbehebungen und zwei neue Plugin-APIs |
| 1.1.x                                                                                          | 1.1.7        | 28. Nov. 2016      | Fehlerbehebungen und Sicherheitsfix |
| 1.1.x                                                                                          | 1.1.8        | 20. Apr. 2016      | |
| 1.1.x                                                                                          | 1.1.9        | 28. Apr. 2017      | |
| 1.1.x                                                                                          | 1.1.10       | 8. Nov. 2017       | |
| 1.1.x                                                                                          | 1.1.11       | 11. Apr. 2018      | |
| 1.1.x                                                                                          | 1.1.12       | 29. Apr. 2018      | |
| 1.2.x                                                                                          | 1.2.0        | 23. Mai 2016       | Fehlerbehebungen und PGP-Verschlüsselung |
| 1.2.x                                                                                          | 1.2.3        | 28. Nov. 2016      | Fehlerbehebungen und Sicherheitsfix |
| 1.2.x                                                                                          | 1.2.4        | 10. März 2017      | Fehlerbehebungen und Sicherheitsfix |
| 1.2.x                                                                                          | 1.2.5        | 28. Apr. 2017      | Fehlerbehebungen und Sicherheitsfix |
| 1.2.x                                                                                          | 1.2.6        | 10. Sep. 2017      | |
| 1.2.x                                                                                          | 1.2.7        | 8. Nov. 2017       | |
| 1.2.x                                                                                          | 1.2.8        | 11. Apr. 2018      | |
| 1.2.x                                                                                          | 1.2.9        | 29. Apr. 2018      | |
| 1.2.x                                                                                          | 1.2.10       | 29. Apr. 2020      | Sicherheitsfix zur LTS-Version |
| 1.2.x                                                                                          | 1.2.11       | 6. Juli 2020       | Sicherheitsfix zur LTS-Version |
| 1.2.x                                                                                          | 1.2.12       | 10. Aug. 2020      | Sicherheitsfix zur LTS-Version |
| 1.2.x                                                                                          | 1.2.13       | 27. Dez. 2020      | Sicherheitsfix zur LTS-Version |
| 1.3.x                                                                                          | 1.3.0        | 27. Mai 2017       | Fehlerbehebungen und Clean Code |
| 1.3.x                                                                                          | 1.3.1        | 4. Sep. 2017       | Fehlerbehebungen und Sicherheitsfix |
| 1.3.x                                                                                          | 1.3.2        | 31. Okt. 2017      | |
| 1.3.x                                                                                          | 1.3.3        | 8. Nov. 2017       | |
| 1.3.x                                                                                          | 1.3.4        | 14. Jan. 2018      | |
| 1.3.x                                                                                          | 1.3.5        | 15. März 2018      | |
| 1.3.x                                                                                          | 1.3.6        | 11. Apr. 2018      | |
| 1.3.x                                                                                          | 1.3.7        | 27. Juli 2018      | |
| 1.3.x                                                                                          | 1.3.8        | 26. Okt. 2018      | |
| 1.3.x                                                                                          | 1.3.9        | 31. März 2019      | Fehlerbehebungen |
| 1.3.x                                                                                          | 1.3.10       | 29. Aug. 2019      | Fehlerbehebungen |
| 1.3.x                                                                                          | 1.3.11       | 29. Apr. 2020      | Sicherheitsfix |
| 1.3.x                                                                                          | 1.3.12       | 3. Juni 2020       | Sicherheitsfix |
| 1.3.x                                                                                          | 1.3.13       | 7. Juni 2020       | Fehlerbehebung (nur Installer) |
| 1.3.x                                                                                          | 1.3.14       | 6. Juli 2020       | Sicherheitsfix |
| 1.3.x                                                                                          | 1.3.15       | 10. Aug. 2020      | Sicherheitsfix |
| 1.3.x                                                                                          | 1.3.16       | 27. Dez. 2020      | Sicherheitsfix |
| 1.4.x                                                                                          | 1.4.0        | 9. Nov. 2019       | |
| 1.4.x                                                                                          | 1.4.1        | 22. Nov. 2019      | |
| 1.4.x                                                                                          | 1.4.2        | 1. Jan. 2020       | Fehlerbehebungen |
| 1.4.x                                                                                          | 1.4.3        | 19. Feb. 2020      | Fehlerbehebungen |
| 1.4.x                                                                                          | 1.4.4        | 29. Apr. 2020      | Sicherheitsfix |
| 1.4.x                                                                                          | 1.4.5        | 3. Juni 2020       | Sicherheitsfix |
| 1.4.x                                                                                          | 1.4.6        | 7. Juni 2020       | Fehlerbehebung (nur Installer) |
| 1.4.x                                                                                          | 1.4.7        | 6. Juli 2020       | Sicherheitsfix |
| 1.4.x                                                                                          | 1.4.8        | 10. Aug. 2020      | Sicherheitsfix |
| 1.4.x                                                                                          | 1.4.9        | 27. Sep. 2020      | Fehlerbehebungen |
| 1.4.x                                                                                          | 1.4.10       | 27. Dez. 2020      | Sicherheitsfix |
| 1.4.x                                                                                          | 1.4.11       | 8. Feb. 2021       | Sicherheitsfix |
| 1.4.x                                                                                          | 1.4.12       | 12. Nov. 2021      | Sicherheitsfix |
| 1.4.x                                                                                          | 1.4.13       | 30. Dez. 2021      | Sicherheitsfix |
| 1.5.x                                                                                          | 1.5 beta     | 25. Feb. 2021      | Unterstützung für PHP 8, OAuth2/XOauth-Unterstützung, Empfängergruppen und Vertrauenswürdige Absender, Drag’n’Drop für E-Mail-Adressen, Volle Unicode-Unterstützung für MySQL-Datenbank                                                  |
| 1.5.x                                                                                          | 1.5 RC       | 3. Juli 2021       | IMAP LITERAL – Erweiterung nach RFC 7888, Dateinamenkodierung nach RFC 2231 |
| 1.5.x                                                                                          | 1.5.0        | 18. Okt. 2021      | Dark mode |
| 1.5.x                                                                                          | 1.5.1        | 28. Nov. 2021      | Fehlerbehebungen |
| 1.5.x                                                                                          | 1.5.2        | 30. Dez. 2021      | Fehlerbehebungen |
| 1.5.x                                                                                          | 1.5.3        | 26. Juni 2022      | Fehlerbehebungen |
| 1.5.x                                                                                          | 1.5.4        | 18. Sep. 2023      | Cross-Site-Scripting-Lücke geschlossen |
| 1.5.x                                                                                          | 1.5.5        | 16. Okt. 2023      | Cross-Site-Scripting-Lücke geschlossen |
| 1.5.x                                                                                          | 1.5.6        | 5. Nov. 2023       | Cross-Site-Scripting-Lücke geschlossen |
| 1.5.x                                                                                          | 1.5.7        | 19. Mai 2024       | Sicherheitslücken geschlossen |
| Legende:Ältere Version; nicht mehr unterstütztÄltere Version; noch unterstütztAktuelle Version |              |                    | |